# ウェストニューヨーク
ウェストニューヨーク（West New York）は、アメリカ合衆国ニュージャージー州のハドソン郡にある町。人口は5万2912人（2020年）。ハドソン川の西岸にあり対岸はニューヨークのマンハッタンである。断崖（パリセイズ）上は古くからの住宅地であり、川沿いの低地は1990年以降に工場跡地を再開発した新しい街である。高層アパートが多く人口密度が高い。
2020年アメリカ合衆国国勢調査によれば、町の人口の約77パーセントはヒスパニックである。

## 交通
ニュージャージー・トランジットの路線バスが利用できる。町内に鉄道駅はないが南のユニオンシティとウィホーケンにハドソン・バーゲン・ライトレールの駅がある。